# Johannes Polyander a Kerckhoven

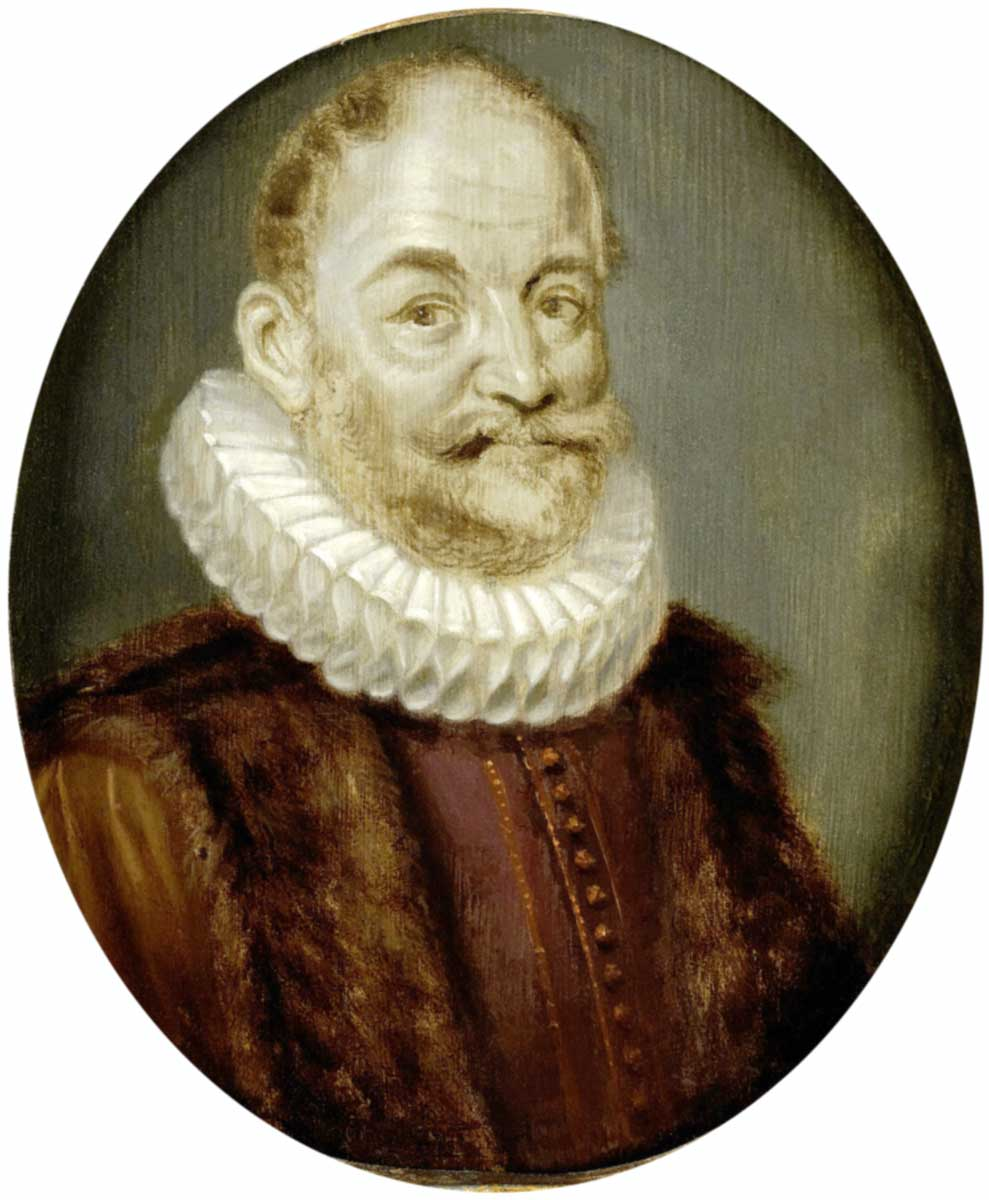
Johannes Polyander a Kerckhoven

Johannes Polyander a Kerckhoven, auch Johan Polyander van den Kerchoven/Kerkhoven (* 28. März 1568 in Metz; † 4. Februar 1646 in Leiden), war ein niederländischer reformierter Theologe.

## Leben
Kerckhoven war der Sohn des Johannes Polyander d. Ä. (1535–1598) und der Christina van Houten. Er stammte aus einem angesehenen Genter Geschlecht. Seine Eltern hatten in Metz eine kurzzeitige Zuflucht gefunden. Sein Vater wurde 1571 Pfarrer der wallonischen Gemeinde in Emden, wo er seine erste Ausbildung erhielt. Später besuchte er die Lateinschule in Bremen unter Christoph Pezel und immatrikulierte sich am 18. Juni 1586 für ein Studium der theologischen Wissenschaften an der Universität Heidelberg. Hier waren Georg Sohnius (1551–1589) und Daniel Tossanus der Ältere (1541–1602) seine Lehrer. Nach vier Jahren ging er an die Universität Genf, wo er die Vorlesungen von Théodore de Bèze und Antoine de La Faye (1540–1615) besuchte.
Nachdem er 1591 sich in Leiden als Prediger betätigt hatte, erhielt er 1592 eine Pfarrstelle in Dordrecht. Dort unterrichtete er an der allgemeinen Schule und er wurde Aufseher der dortigen Schulen. Zudem übertrug man ihm eine außerordentliche Professur der Logik und Ethik. In dieser Aufgabe entfaltete er seine pastoralen und administrativen Fähigkeiten, in den theologischen Kämpfen seiner Zeit. So beteiligte er sich an der wallonischen Synode und legte die Grundlagen des wallonischen Seminars in Leiden (1605–1606), welches durch Daniel Colonius der Ältere als erster Leiter begründet wurde. Obwohl er die Ansichten des Jacobus Arminius nicht teilte, behielt er sich eine eigene Position bei gegenüber den radikalen Formulierungen dessen Gegner.
Besonders drastisch wehrte er sich gegen die Bemühungen der niederländischen Regierung, zu bestimmen, was die Menschen zu glauben hatten. Daher äußerte er auch, dass die Kirche ohne Rücksprache mit der Regierung zu führen, den wahren Glauben vermitteln solle. Dies kirchenpolitische Engagement bewog möglicherweise die Kuratoren der Universität Leiden, ihm 1611 zum ordentlichen Professor der Theologie zu berufen. Diese Aufgabe trat er am 7. Oktober 1611 mit der Rede De theologiae dignitate et praestantia an, in der er formulierte, dass er Frieden in die politischen und religiösen Spaltungen bringen wolle. Polyander trat dabei als eine vermittelnde Person in Erscheinung.
Als solcher war er 23 Mal Vorsitzender niederländischer Synoden und acht Mal, in den Jahren 1613, 1617, 1618, 1627, 1628, 1635 1640 und 1646, Rektor der Alma Mater. Während des Dortrechter Synodenzeitraums erhielt er die akademischen Würden eines Lizentiaten und Doktors der Theologie. Nach seinem Tod ließ sein Sohn Johannes in der St. Peterkirche in Leiden ein Epitaph errichten.
Polyander war zwei Mal verheiratet. Seine erste Ehe schloss am 19. September 1592 mit Judith Nuyts († 1630). Seine zweite Ehe ging er am 3. Mai 1631 mit Catharina Carelsd. ein.

## Werke (Auswahl)
- Vavia Poëmata. Genf und Heidelberg, 1587.
- Accord des passages de la saincte Escriture, qui semblent de prime abord estre contraires les uns aux autres, mis en ordre. Dordrecht 1599,
- De locis definitronis, proprii et accidentrum. Dordrecht 1600.
- Theses logicae aque ethicae. 1602.
- Les actes mémorables des Grecs, recueillis en bas Alleman par André Demètre et traduicts en François. Dordrecht 1602.
- Dispute contre l’invocation des Saints. 1607.
- Responsio ad interpretata Anastasii Cochletii, Doctoris Sor bonistae, ac monachi Carmelitae sophismata. 1610.
- Cochelet antwoordde met zijn Coemeterium Calvini inferni.
- Dispute contre l’Adoration des Reliques. 1611.
- Syntagma Exercitationum Theologicarum. 1621.
- Synopsis purioris Theologiae, J. Polyandri, A. Walaei, J. Thysii, F. Hommiï et D. Sinapii. Oratt. inaug. habitae cum facultas theologica et collegium illustrium Ordinum a Curatoribus instaurarentur. Leiden 1620, Amsterdam 1658.
- Oratio de conciliatione Ethnicae et Christianae. Leiden 1636.
- Oratio in obitum A. Walaei.
- Disputationes L II, comprehensae, ac conscriptae per Joh. Polyandrum, Andr. Rivetum, Ant. Walaeum et Ant. Thysium, Leiden 1625.
- Miscellaneae Tractationes Theologicae, in quibus agitur de Praedestinatione, et gratia Dei et de Coena Domini. Leiden 1629.
- Meditationes sacrae in Psalmum VI. Leiden 1630.
- Concerlatio Antisociniana, disputationibus XLVIII, in Academia Leydensi ab ipso publicè agitate. Amsterdam 1640.
- De essentiali Jesu Christi existentiâ, ac gloriâ Divinâ, quam cum Deo Patre suo habuit ab aeterno, concertatio, decem Disputationibus contra Johannem Crellium comprehensa. Leiden 1645.
- Judicium et consilium de comae et vestium usu et abusu. Leiden 1644.
- Sermons théologiques de Jean Polyander, Doct. et Prof. en Théologie à Leyde. Leiden 1639.
- Spiegel der ware bekeeringe des sondaers tot Godt, ofte Aenmerkinge over het boek des Profeten Jona. Leiden 1626.
- Over Ephesen I en II, of grond onzer zaligheid.
- Anker der gelovigen.
- Vereeniging van veel passagies der Heiligen Schrifture.
- Van de aanbiddinge der Reliques van de afgestorven Heiligen.

## Weblink
- Polyander à Kerkhoven im Professorenkatalog der Universität Leiden